# Калининска АЕЦ
Калининската АЕЦ (на руски: Калининская АЭС) е атомна електроцентрала в Русия. Разположена е в Тверска област, на 3 km североизточно от град Удомля. Разполага с четири действащи ВВЕР-1000 реактора.
Електроцентралата предоставя по-голямата част от електроенергията в Тверска област, но захранва също и по-големи околни градове като Москва, Санкт Петербург и Владимир. В нея работят над 3000 души.